# Championnat de Pologne masculin de volley-ball
Le Championnat de Pologne de volley-ball masculin ou PlusLiga (anciennement Polska Liga Siatkówki) est une compétition annuelle regroupant les seize meilleurs clubs professionnels de volley-ball masculin en Pologne.

## Galerie

## Participants (2023-2024)
| Club                   | Ville            | Stade (capacité)                   | Titres |
| ---------------------- | ---------------- | ---------------------------------- | ------ |
| Jastrzębski Węgiel     | Jastrzębie Zdrój | Hala Widowiskowo-Sportowa (3 000)  | 3      |
| ZAKSA Kędzierzyn-Koźle | Kędzierzyn-Koźle | Hala Azoty (3 500)                 | 9      |
| Resovia Rzeszów        | Rzeszów          | Hala Podpromie w Rzeszowie (6 800) | 7      |
| Warta Zawiercie        | Zawiercie        | Hala OSiR II (1 500)               | 0      |
| Projekt Varsovie       | Varsovie         | Halle Torwar (4 806)               | 0      |
| Trefl Gdańsk           | Gdańsk           | Ergo Arena (15 000)                | 0      |
| Stal Nysa              | Nysa             | Hala Nysa (2 500)                  | 0      |
| AZS Olsztyn            | Olsztyn          | Hala Urania (2 500)                | 5      |
| Ślepsk Suwałki         | Suwałki          | Suwałki Arena (2 165)              | 0      |
| Luk Lublin             | Lublin           | Hala Globus (4 119)                | 0      |
| GKS Katowice           | Katowice         | Hala sportowa Szopienice (1 534)   | 0      |
| Skra Bełchatów         | Bełchatów        | Hala Energia (2 160)               | 9      |
| Barkom-Kajany Lviv     | Lviv             | Hala Sportowa WOSiR (609)          | 0      |
| Cuprum Lubin           | Lubin            | Hala RCS (3 714)                   | 0      |
| Czarni Radom           | Radom            | Hala RCS (3 700)                   | 0      |
| Norwid Częstochowa     | Częstochowa      | Hala Sportowa Częstochowa (7 100)  | 0      |

## Palmarès
| - 1929 : YMCA Łódź - 1930 : AZS Varsovie - 1931 : ŁKS Łódź - 1932 : ŁKS Łódź - 1933 : Cracovie - 1934 : AZS Varsovie - 1935 : AZS Varsovie - 1937 : Polonia Varsovie - 1938 : AZS Wilno - 1939 : Sokół Lwów - 1946 : Społem Varsovie - 1947 : AZS Varsovie - 1948 : AZS Wrocław - 1949 : AZS AWF Varsovie - 1950 : AZS Wrocław - 1951 : non attribué - 1952 : AZS AWF Varsovie - 1953 : AZS AWF Varsovie - 1954 : AZS AWF Varsovie - 1955 : AZS AWF Varsovie - 1956 : AZS AWF Varsovie - 1957 : AZS AWF Varsovie - 1958 : AZS AWF Varsovie - 1959 : AZS AWF Varsovie - 1960 : AZS AWF Varsovie - 1961 : AZS AWF Varsovie - 1962 : Legia Varsovie - 1963 : AZS AWF Varsovie - 1964 : Legia Varsovie - 1965 : AZS AWF Varsovie - 1966 : AZS AWF Varsovie - 1967 : Legia Varsovie - 1968 : AZS Varsovie - 1969 : Legia Varsovie - 1970 : Legia Varsovie | - 1971 : Resovia Rzeszów - 1972 : Resovia Rzeszów - 1973 : AZS Olsztyn - 1974 : Resovia Rzeszów - 1975 : Resovia Rzeszów - 1976 : AZS Olsztyn - 1977 : Płomień Milowice - 1978 : AZS Olsztyn - 1979 : Płomień Milowice - 1980 : Gwardia Wrocław - 1981 : Gwardia Wrocław - 1982 : Gwardia Wrocław - 1983 : Legia Varsovie - 1984 : Legia Varsovie - 1985 : Stal Stocznia Szczecin - 1986 : Legia Varsovie - 1987 : Stal Stocznia Szczecin - 1988 : Hutnik Cracovie - 1989 : Hutnik Cracovie - 1990 : AZS Częstochowa - 1991 : AZS Olsztyn - 1992 : AZS Olsztyn - 1993 : AZS Yawal Częstochowa - 1994 : AZS Yawal Częstochowa - 1995 : AZS Yawal Częstochowa - 1996 : Płomień Sosnowiec - 1997 : AZS Yawal Częstochowa - 1998 : Mostostal Kedzierzyn - 1999 : AZS Yawal Częstochowa - 2000 : Mostostal Kedzierzyn - 2001 : Mostostal Kedzierzyn - 2002 : Mostostal Kedzierzyn - 2003 : Mostostal Kedzierzyn - 2004 : Ivett Jastrzębie Borynia - 2005 : Skra Bełchatów | - 2006 : Skra Bełchatów - 2007 : Skra Bełchatów - 2008 : Skra Bełchatów - 2009 : Skra Bełchatów - 2010 : Skra Bełchatów - 2011 : Skra Bełchatów - 2012 : Resovia Rzeszów - 2013 : Resovia Rzeszów - 2014 : Skra Bełchatów - 2015 : Resovia Rzeszów - 2016 : ZAKSA Kędzierzyn-Koźle - 2017 : ZAKSA Kędzierzyn-Koźle - 2018 : Skra Bełchatów - 2019 : ZAKSA Kędzierzyn-Koźle - 2021 : Jastrzębski Węgiel - 2022 : ZAKSA Kędzierzyn-Koźle - 2023 : Jastrzębski Węgiel |